# David Church
David Church (* 29. April 2003) ist ein luxemburgischer Eishockeyspieler, der seit 2022 bei den Eindhoven Kemphanen in der niederländischen Eerste divisie spielt.

## Karriere
David Church begann seine Karriere bei Tornado Luxembourg, wo er in der vierthöchsten französischen Liga, der Division 3, auf dem Eis stand. Nachdem er in der Saison 2021/22 bei den IJCU Dragons Utrecht in der niederländischen Eerste divisie gespielt hatte, steht er seither bei deren Ligakonkurrenten Eindhoven Kemphanen unter Vertrag.

### International
Im Juniorenbereich spielte Church für Luxemburg bei der U18-Weltmeisterschaft der Division III 2019, als er zum besten Verteidiger des Turniers gewählt wurde.
Für die Luxemburger Herren nahm Church an den Welttitelkämpfen der Division III 2022, 2023 und 2024 teil. Bei der Olympiaqualifikation für die Winterspiele in Peking 2022 vertrat er ebenfalls sein Heimatland.

## Erfolge und Auszeichnungen
- 2019 Bester Verteidiger bei der U18-Weltmeisterschaft der Division III, Gruppe B